# Cáliz renal
Los cálices renales son las cámaras  del riñón por donde pasa la orina. El fluido atraviesa una papila renal hasta un cáliz menor. 

## Cálices menores
Los cálices menores 
, estructuras 
anada situados en la base de cada papila renal, rodean el ápice de las pirámides renales.

## Cálices mayores
Dos o tres cálices menores convergen para formar un cáliz mayor, a través del cual fluye la orina. El peristaltismo del músculo liso que se origina en las células marcapasos de las paredes de los cálices impulsan el líquido hacia la pelvis renal y los uréteres hasta la vejiga.